# Forwarding Equivalent Class
Una Forwarding Equivalence Class (in italiano: Classe di Equivalenza di Spedizione) in sigla FEC è un termine informatico usato nel protocollo di rete MPLS per descrivere una serie di pacchetti con caratteristiche simili e/o identiche che possono essere spedite nella stessa maniera e che possono essere legate con la stessa etichetta MPLS.
Le caratteristiche determinanti la FEC di un pacchetto di alto livello dipendono dalla configurazione del router, ma tipicamente c'è almeno l'indirizzo IP di destinazione.
Anche la Qualità di Servizio è usata spesso. Quindi, una FEC tende a corrispondere a un Label Switched Path (un percorso dell'etichetta).
Tuttavia l'inverso non è vero, un LSP potrebbe essere (e di solito è così) usato per più FEC.